# Synoicum pribilovense
Synoicum pribilovense är en sjöpungsart som först beskrevs av Friedrich Ritter 1899.  Synoicum pribilovense ingår i släktet Synoicum och familjen klumpsjöpungar. Inga underarter finns listade i Catalogue of Life.